# ジトーミル
ジトーミル（ウクライナ語: Житомирジトーミル；ロシア語: Житомирジトーミル；ポーランド語: Żytomierzジトーミェシュ、ジトミェシュ；チェコ語: Žitomírジトミール）は、ウクライナ西部・ヴォルィーニ地方に位置する都市である。英語表記はZhytomyr。ジトーミル州の州庁所在地。

## 歴史
8世紀に建設され、スラヴ系のデレヴリャーネ族の首長であったジトーミルの名をとっているとされる。988年に初めて文献に現れる。
1320年にリトアニア大公国の領域に入り、1444年都市法としてはマクデブルク法が適用された。249年間リトアニア大公国領であった。
1569年のルブリン合同によりリトアニア王国領からポーランド王国領へと鞍替えされ、1667年にはポーランド王国キエフ県の県庁所在地となる。224年間ポーランド王国領であった。
1793年、第二次ポーランド分割によりロシア帝国に編入される。以後125年間ロシア帝国領。
ロシア革命直後の1918年、ロシア内戦・ウクライナ内戦のとき一時キエフを逃れたウクライナ人民共和国の首都が置かれた。
1920年、ソビエト連邦領となる。
1991年、独立ウクライナ共和国（後に「ウクライナ」）領となる。

## データ
- 面積：65 km2
- 位置：北緯50度16分 東経28度40分 / 北緯50.267度 東経28.667度。
- 人口：263,507人（2021年時点）[2]

## 姉妹都市
- クタイシ、ジョージア
- モンタナ、ブルガリア

## ゆかりの人物
- セルゲイ・コロリョフ - ロケット開発指導者
- ヴラジーミル・コロレンコ　Vladimir Korolenko - 作家・ジャーナリスト
- ユリウシュ・ザレンプスキ - ポーランドのピアニスト兼作曲家
- レフ・シュテルンベルク - 民族学者
- ミハウ・チャイコフスキ　Michał Czajkowski - ジトミェシュ出身の「ウクライナ派」のシュラフタ・作家
- ハイム・ナフマン・ビアリク - ヘブライ語詩人
- オシップ・ベルンシュテイン　Ossip Bernstein - チェス選手
- スヴャトスラフ・リヒテル - ドイツ系のピアニスト
- ケニ・リプツィン　Keni Liptzin - イディッシュ劇場の俳優
- ボリス・リャトシンスキー - 作曲家